# Enrico Calcaterra
Enrico Calcaterra (Milano, 1º gennaio 1905 – 8 giugno 1994) è stato un hockeista su ghiaccio e dirigente sportivo italiano.

## Carriera
Calcaterra si avvicinò all'hockey su ghiaccio grazie all'italo-canadese Frank Roncarelli, marito della cugina. Entrambi furono tra i fondatori dell'HC Milano.
Con la maglia rossoblu disputò tutti i campionati dal primo, giocato nel 1925, al campionato 1936-1937 (la squadra aveva cambiato nome in ADG Milano nel 1935).
Nella stagione 1937-1938 la federazione aveva imposto la fusione fra le due squadre di Milano, ADG Milano e Diavoli Rossoneri Milano, e Calcaterra si trovò a difendere la gabbia della nuova squadra, l'AMDG Milano, per quella che sarebbe stata la sua ultima stagione giocata.
Con la nazionale azzurra scese in campo 32 volte, disputando due edizioni del campionato europeo (1926 e 1929), a quattro dei mondiali (1930, 1933, 1934 e 1935) e ad una dei Giochi Olimpici Invernali (Garmisch-Partenkirchen 1936).
Dopo la Seconda Guerra Mondiale è stato presidente della Federazione Italiana Hockey su Ghiaccio (1946-1952). Nel 1952 la FIHG e la Federazione Italiana Pattinaggio su Ghiaccio furono fuse nella Federazione Italiana Sport del Ghiaccio, di cui Calcaterra fu il secondo presidente (1960-1972), dopo Remo Vigorelli.
Dal 1933 al 1968, inoltre, fu il rappresentante italiano in seno all'federazione internazionale di hockey su ghiaccio, da membro del CONI.
È scomparso nel 1994. Cinque anni dopo fu inserito, primo italiano, nella IIHF Hall of Fame, nella categoria Builder.

## Palmarès
- Campionato italiano: 9

HC Milano: 1925, 1926, 1927, 1930, 1931, 1933, 1934
ADG Milano: 1937
AMDG Milano: 1938